# Mối đất Đài Loan
Mối đất Đài Loan (danh pháp khoa học: Coptotermes formosanus) là một loài mối trong họ Rhinotermitidae. Nó đã được vận chuyển đi đến khắp nơi trên thế giới từ quê hương nguồn gốc của nó ở miền nam Trung Quốc đến Đài Loan (Đài Loan trước đây được các nước phương Tây gọi là Formosa, nơi mà nó lấy danh pháp khoa học) và Nhật Bản. Trong thế kỷ 20, nó đã xuất hiện tại Nam Phi, Hawaii và trong lục địa Hoa Kỳ.
Mối đất Đài Loan thường có biệt danh siêu mối bởi vì thói quen hủy diệt của nó. Điều này là bởi vì kích thước lớn của các tập đoàn mối, và khả năng của các mối tiêu thụ gỗ với tốc độ nhanh. Một tập đoàn mối đơn lẻ có thể chứa hàng triệu cá thể (so với vài trăm ngàn mối cho các loài mối khác dưới mặt đất) mà tàn phá lên đến 300 foot (100 m) trong đất. Một tập đoàn mối đất Đài Loan trưởng thành có thể tiêu thụ đến 400 gram gỗ một ngày và gây thiệt hại một cấu trúc trong ít nhất là ba tháng. Bởi vì kích thước dân số và phạm vi tìm kiếm thức ăn, sự hiện diện của một tập đoàn mối đất Đài Loan đặt ra mối đe dọa nghiêm trọng đối với cấu trúc gần đó. Sau khi thành lập, mối đất Đài Loan chưa bao giờ được loại trừ từ một khu vực.
Mối đất Đài Loan là một loài gây hại một loạt các cấu trúc (bao gồm cả tàu thuyền và chung cư cao tầng) và có thể gây tổn thương cây. Tại Hoa Kỳ, cùng với một loài khác, Coptotermes gestroi, cũng được giới thiệu từ Đông Nam Á, loài này chịu trách nhiệm về thiệt hại to lớn về tài sản dẫn đến chi phí điều trị lớn và sửa chữa.
Mối đất Đài Loan đã được mô tả lần đầu tiên tại Đài Loan vào đầu thế kỷ 20, nhưng mối đất Đài Loan có lẽ là đặc hữu của miền nam Trung Quốc. Loài phá hoại này dường như được vận chuyển đến Nhật Bản trước khi thế kỷ 17 và Hawaii vào cuối thế kỷ 19 (Su và Tamashiro 1987). Đến năm 1950, nó đã được báo cáo tại Nam Phi và Sri Lanka. Trong những năm 1960, nó đã được tìm thấy tại Texas, Louisiana, và Nam Carolina. Năm 1980, một thuộc địa cũng như các thiết lập đã được phát triển mạnh trong một nhà chung cư trong Hallandale Beach, Florida. Mối đất Đài Loan hiếm khi được tìm thấy ở phía bắc của 35 ° vĩ Bắc. Chúng đã được báo cáo từ 11 bang của Hoa Kỳ bao gồm: Alabama, California, Florida, Georgia, Hawaii, Louisiana, Mississippi, North Carolina, South Carolina, Tennessee, và Texas. Phân bố của chúng họ có thể sẽ tiếp tục bị hạn chế đến các khu vực phía nam của Hoa Kỳ bởi vì những quả trứng chỉ nở dưới khoảng 20 °C (68 °F).